# Milana Živadinović
Milana Živadinović (serb. Милана Живадиновић; ur. 17 lutego 1991 w Belgradzie) – serbska koszykarka występująca na pozycji rozgrywającej.
13 czerwca 2019 dołączyła do ENEI AZS Poznań.

## Osiągnięcia
Stan na 28 sierpnia 2020, na podstawie, o ile nie zaznaczono inaczej.
Drużynowe
- Mistrzyni Bułgarii (2018)
- Wicemistrzyni Chorwacji (2015)[4]
- Zdobywczyni Pucharu Bułgarii (2018)

Indywidualne
(* – nagrody przyznane przez portal eurobasket.com)
- Zaliczona do składu honorable mention ligi serbskiej (2011)*

Reprezentacja
- Uczestniczka mistrzostw Europy:
  - U–20 (2010 – 8. miejsce, 2011 – 4. miejsce)
  - U–18 (2008 – 6. miejsce)
  - U–16 (2007 – 4. miejsce)